# Lipník
Lipník és un poble i municipi d'Eslovàquia que es troba a la regió de Trenčín. La primera menció escrita de la vila es remunta al 1355.

## Demografia
| Godina             | 1994 | 2004   | 2014   | 2024    |
| ------------------ | ---- | ------ | ------ | ------- |
| Nombre de persones | 486  | 477    | 511    | 595     |
| Diferència         |      | −1,85% | +7,12% | +16,43% |

| Godina             | 2023 | 2024   |
| ------------------ | ---- | ------ |
| Nombre de persones | 597  | 595    |
| Diferència         |      | −0,33% |